# 太谷餅

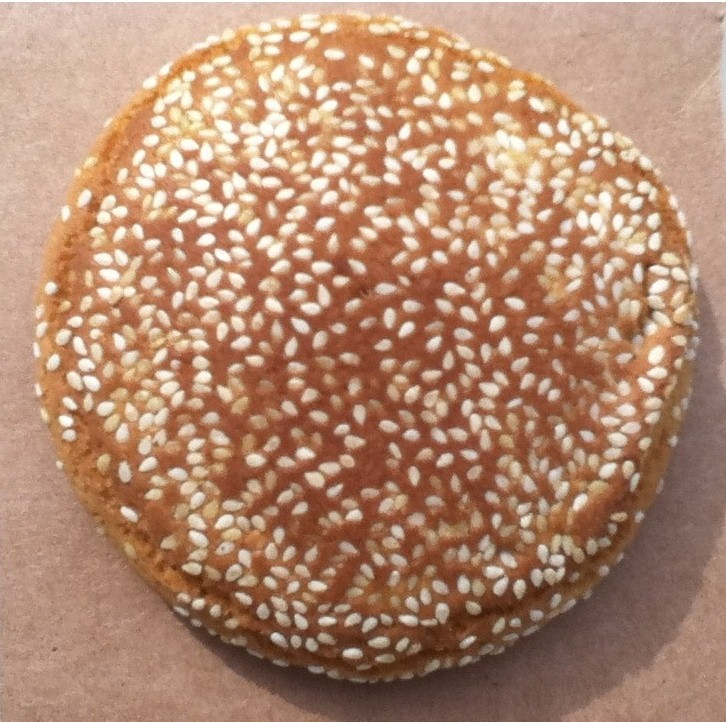
一個太谷餅

太谷饼，最早叫甘饼，是山西省传统名吃，因产于太谷县得名。始于清朝，以香、酥、绵、软闻名。

## 歷史
最早生产出售太谷饼的店铺是太谷縣南街的“文成堂”，后来又有东关的“义源生”和南街的“同义恒”也生产销售。起初價格極其昂貴。
慈禧太后曾定太谷餅為貢品。

## 現狀
2007年1月其製作工藝被列入山西省首批非物質文化遺產
根据《地理标志产品保护规定》，国家质检总局组织了对太谷饼地理标志产品保护申请的审查。2007年批准自2010年9月3日起对太谷饼实施地理标志产品保护（2010年第94号）。